# Glavna struja
Glavna struja  ili anglicizam mainstream je izraz koji označava mišljenje ili svjetonazor koji dijeli većina stanovnika nekog područja, zajednice, kulture ili države. Gotovo je usporediva s pojmom popularne kulture.
U užem smislu se pod time podrazumijeva kultura koja se temelji na srednjostrujaškim mišljenima, odnosno koja je namijenjena srednjostrujaškoj publici. Kao njena suprotnost se navodi kontrakultura ili supkulture.

## Uporaba izraza
Uglavnom se rabi u raznim područjima kulture i umjetnosti, kao što su glazba, kinematografija, književnost, znanost, gospodarstvo i dr.